# Карл Бодмер

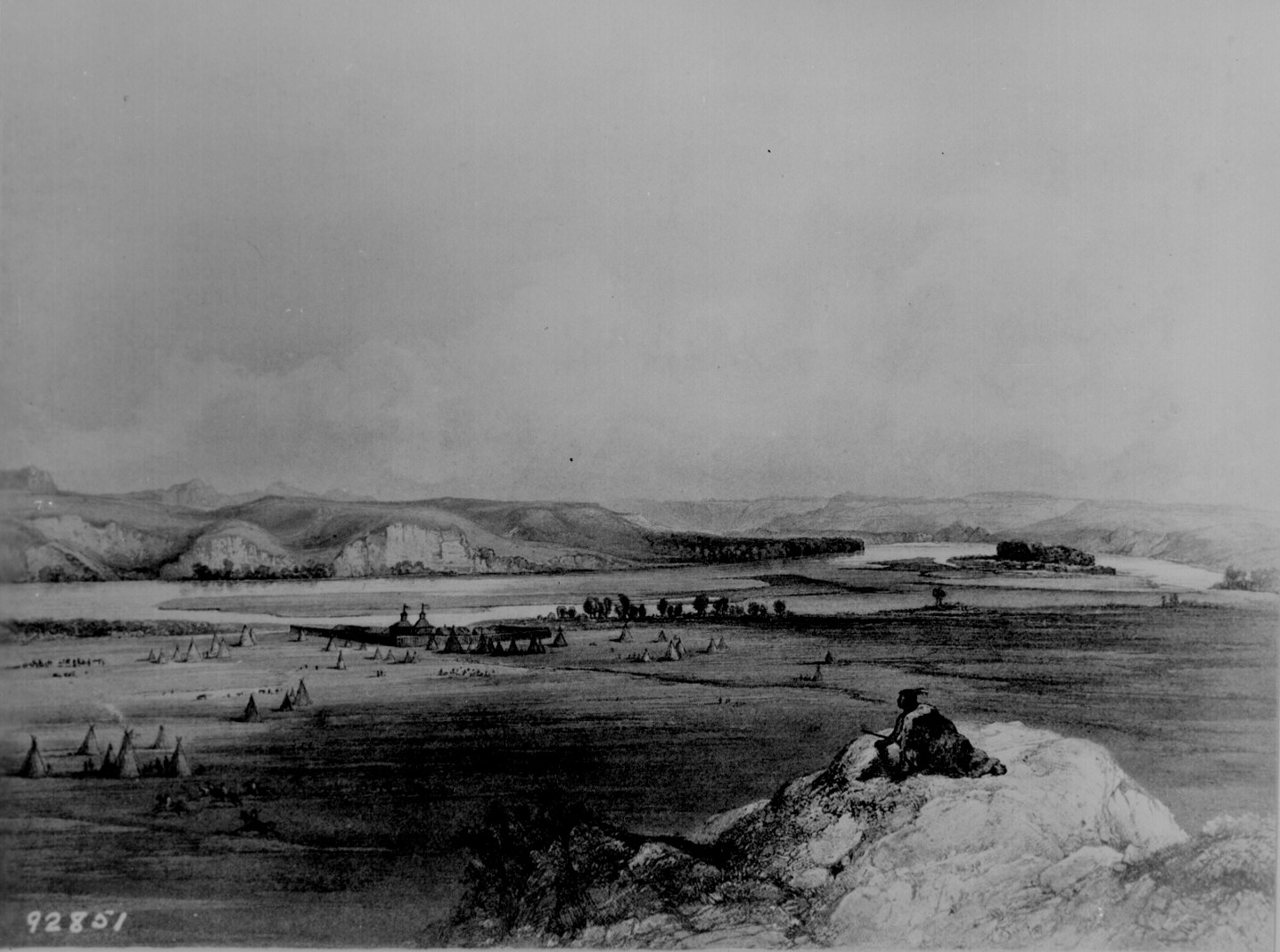
Форт-П'єр і прилегла прерія

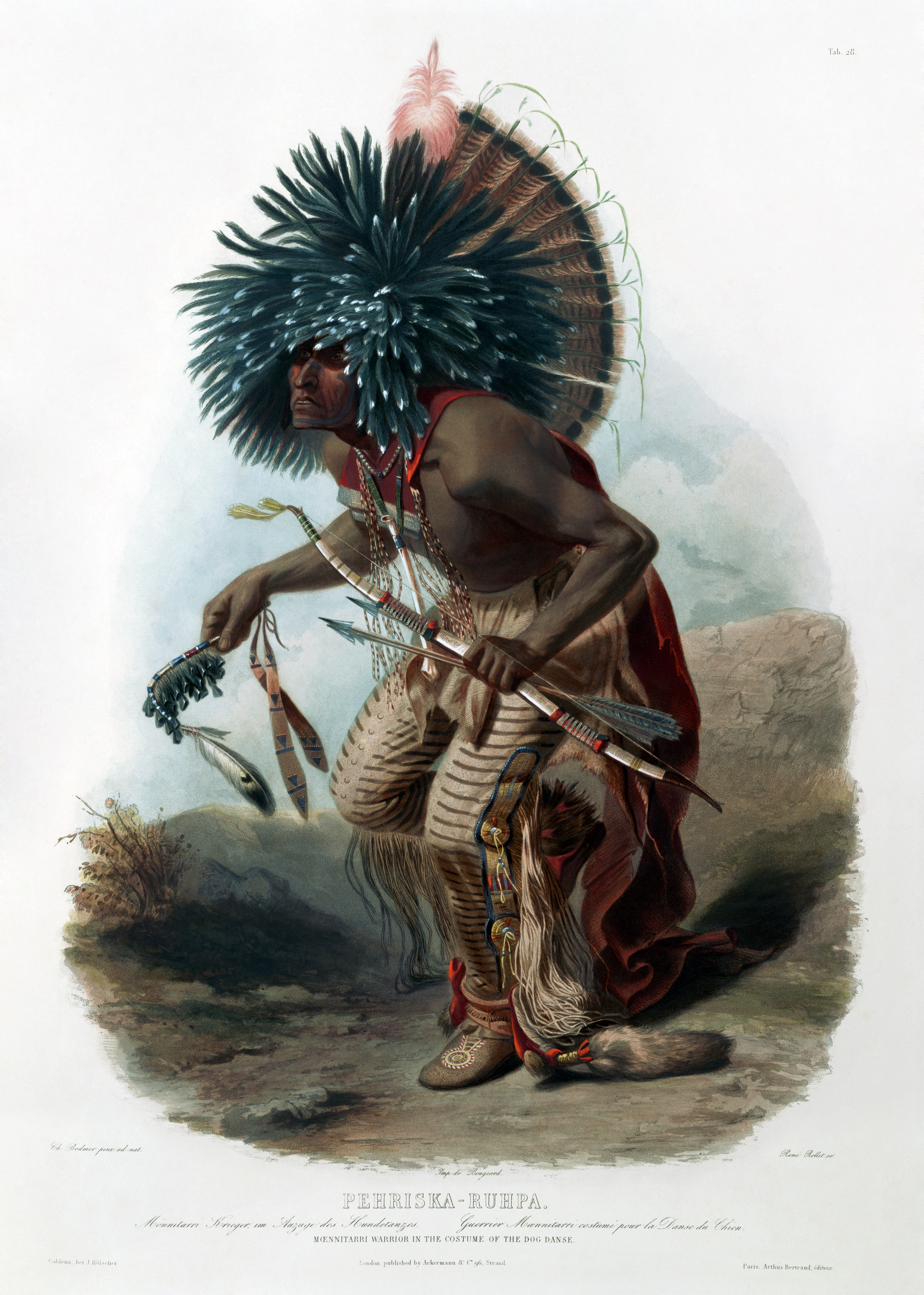
Воїн племени хідаца в костюмі для виконання Танцю пса

Карл Бодмер, нім. Karl Bodmer, після натуралізації у Франції — Шарль Бодмер, фр. Charles Bodmer (6 лютого 1809, Цюрих, Швейцарія — 30 жовтня 1893) — швейцарський художник, картини якого присвячені «дикому Заходу» США, зокрема, життю індіанців. Супроводжував німецького мандрівника принца Максиміліана Від-Нойвіда в 1832—1834 рр. в його експедиції по Міссурі.